# Rainprecht Antal
Rainprecht Antal  (Vál, 1881. július 24. – Budapest, 1946. október 6.) mezőgazdász, főispán.

## Életpályája
A Veszprémi Piarista Gimnáziumban kezdte tanulmányait, majd az államtudományi egyetem elvégzése után ügyvédi oklevelet, azt követően pedig a Mosonmagyaróvári Akadémián szerzett mezőgazdász képzettséget.
Édesapja halála után, 1908-ban átvette a veszprémi püspöki uradalom jószágigazgatói tisztét. Egy év múlva, 1909-ben megvált hivatalától, ügyvédi irodát nyitott, s kerteskői birtokán gazdálkodott.
1917-1919 között Veszprém vármegye főispánja lett, de az elkövetkező események balra tolódása miatt lemondott tisztségéről.
1922-1926 között országgyűlési képviselő volt a veszprémi választókerületben. 1926 után ő szervezte meg a magyarországi Páneurópai Mozgalmat.
1930-ban visszavonult a politikától.
Dr. Rainprecht Antal és felesége Fenyvessy Aranka házasságából három gyermek született: Magdolna (1906–1987), ő családostól a 
Dél-afrikai Köztársaságba emigrált; Antal (1908–1986) ügyvéd, aki 1945-ben Veszprém megye kisgazdapárti főispánja volt, megjárta Recsket, majd Ausztriába emigrált és a bécsi magyar emigráció egyik vezéralakja lett, valamint Judit (1910–1989), aki Kiskéry Loránd nyugalmazott tábornok felesége lett, családjával Antalházán, majd Budapesten élt. Nevét Kerteskőn a Gerence-völgy felett fakadó Judit-forrás őrizte meg.